# Christopher Columbus Langdell
Christopher Columbus Langdell (New Boston, 22 maggio 1826 – Cambridge, 6 luglio 1906) è stato un giurista statunitense.
Fu docente ad Harvard, succedendo a Theophilus Parsons, suo maestro. Sarà riconosciuto come importante pioniere per aver modificato profondamente il metodo di studio del diritto negli Stati Uniti abbracciando il tipico insegnamento accademico dell'Europa Continentale contro il metodo di insegnamento, enormemente più indirizzato alla formazione del giurista pratico, che si insegnava a Londra. Il giurista inglese si forma all'interno degli Inns che danno vita alla figura del barrister (avvocato inglese più "nobile" del collega solicitor), mentre negli Stati Uniti la formazione inizialmente molto scolastica assume forma accademica grazie a Langdell che ad Harvard impose un modello di insegnamento universitario sul modello delle università Europee come ad esempio una rigida selezione dei futuri giuristi, un insegnamento basato su analisi di casi (case method), e un periodo di formazione inizialmente di due anni poi portati a tre.

## Opere
- Cases on the law of contracts (1871)
- Cases on sales of personal property (1872)
- Summary of equity pleading (1877)
- Brief survey of equity jurisdiction (1904)